# Miroslav Fekete
Miroslav Fekete (* 12. prosince 1957) je bývalý slovenský fotbalista.

## Fotbalová kariéra
V československé lize hrál za ZŤS Petržalka. V československé lize nastoupil ve 2 utkáních.

## Ligová bilance
| Ročník                                   | Zápasy | Góly | Klub          |
| ---------------------------------------- | ------ | ---- | ------------- |
| 1. československá fotbalová liga 1981/82 | 2      | 0    | ZŤS Petržalka |
| CELKEM                                   | 2      | 0    |               |